# Овечко, Михаил Корнеевич
Михаил Корнеевич Овечко (25 февраля 1911 — 27 февраля 1982) — тракторист колхоза «Правда» Родионово-Несветайского района Ростовской области. Герой Социалистического Труда (23.06.1966).

## Биография
Родился 25 февраля 1911 года в сельской местности на территории современной Ростовской области. Трудовую деятельность начал в 1931 году в колхозе "Правда", трактористом.
С 1941 года служил в рядах Красной армии. Участник Великой Отечественной войны. Был награждён медалью "За отвагу".
Демобилизовавшись вернулся в колхоз и продолжил работать механизатором.
Указом от 23 июня 1966 года за получение высоких показателей по сбору урожая пшеницы и ржи был удостоен звания Герой Социалистического Труда с вручением ордена Ленина и золотой медали «Серп и Молот».
До выхода на пенсию, в 1970 году, работал в колхозе "Правда" комбайнёром. 
Последние годы проживал на хуторе Атамано-Власовка Родионо-Несветайского района Ростовской области. Умер 27 февраля 1982 года.

## Награды
Имеет следующие награды за трудовые и боевые успехи:
- Герой Социалистического Труда (23.06.1966);
- Орден Ленина (23.06.1966);
- Медаль «Серп и Молот» (23.06.1966);
- Медаль «За отвагу» (СССР).